# Myŏngch’ŏn
Myŏngch’ŏn (kor. 명천군, Myŏngch’ŏn-gun) – powiat w Korei Północnej, w prowincji Hamgyŏng Północny. W 2008 roku liczył 65 797 mieszkańców. Graniczy z powiatami Myŏnggan od północy, Kilju od zachodu i Hwadae od południa. Przez powiat przebiega najdłuższa w kraju, łącząca Pjongjang i strefę ekonomiczną Rasŏn linia kolejowa P’yŏngna.

## Historia
Przed wyzwoleniem Korei spod okupacji japońskiej powiat składał się z 10 miejscowości (kor. myŏn) oraz 126 wsi (kor. ri). W obecnej formie powstał w wyniku gruntownej reformy podziału administracyjnego w grudniu 1952 roku. W jego skład weszły wówczas tereny należące wcześniej do miejscowości A'gan (w całości), Sanggo (8 wsi) i Sangga (4 wsie). Powstały wówczas powiat Myŏngch’ŏn składał się z jednej miejscowości o tej samej nazwie oraz 15 wsi.

## Podział administracyjny powiatu
W skład powiatu wchodzą następujące jednostki administracyjne:
| Nazwa jednostki administracyjnej | Rodzaj jednostki administracyjnej | Chosŏn’gŭl   | Hancha       |
| -------------------------------- | --------------------------------- | ------------ | ------------ |
| Myŏngch’ŏn-ŭp                    | miasteczko                        | 명천읍       | 明川邑       |
| Ryong'am-rodongjagu              | dzielnica pracownicza             | 룡암로동자구 | 龍岩勞動者區 |
| Tokp'o-rodongjagu                | dzielnica pracownicza             | 독포로동자구 | 讀浦勞動者區 |
| Koch'am-ri                       | wieś                              | 고참리       | 古站里       |
| Manho-ri                         | wieś                              | 만호리       | 万戶里       |
| Hwanggok-ri                      | wieś                              | 황곡리       | 黃谷里       |
| Sa-ri                            | wieś                              | 사리         | 沙里         |
| Yangjŏng-ri                      | wieś                              | 양정리       | 楊亭里       |
| Daho-ri                          | wieś                              | 다호리       | 茶湖里       |
| Masan-ri                         | wieś                              | 마산리       | 馬山里       |
| Yŏndŏk-ri                        | wieś                              | 연덕리       | 淵德里       |
| Rakdong-ri                       | wieś                              | 락동리       | 洛東里       |
| P'ojung-ri                       | wieś                              | 포중리       | 浦中里       |
| P'oha-ri                         | wieś                              | 포하리       | 浦下里       |
| Poch'on-ri                       | wieś                              | 보촌리       | 寶村里       |
| Hwangjin-ri                      | wieś                              | 황진리       | 黃津里       |